# Aaliyah Wilson
Aaliyah Wilson, née le 28 août 1998 à Muskogee, dans l'Oklahoma, est une joueuse professionnelle américaine de basket-ball évoluant aux postes de meneur ou d'arrière.

## Biographie

### Carrière junior
Aaliyah Wilson joue au lycée à Muskogee où elle dispute 105 matchs pour des moyennes de 16,3 points et 7,7 rebonds. Durant ses années lycée, elle remporte plusieurs récompenses comme Muskogee Girls Basketball Player of the Year (2014-2015), Oklahoma Gatorade Player of the Year (2015, 2016) et nommée trois fois dans la First-Team All-State en 2014, 2015 et 2016. Elle participe également au McDonald's All American et au Jordan Brand Classic en 2016.
En 2016, elle rejoint l'université de l'Arkansas où elle évolue en NCAA avec les Razorbacks de l'Arkansas. Elle ne dispute qu'une saison avec les Razorbacks avec 4,8 points de moyenne en 26 matchs disputés.
En 2017, elle rejoint l'université A&M du Texas avec qui elle ne peut pas disputer la saison 2017-2018 en raison des règles sur les transferts en NCAA.
Elle fait ses débuts avec les Aggies de Texas A&M lors de la saison 2018-2019. Elle évolue durant trois saisons avec les Aggies avec qui elle dispute 57 matchs. Lors de sa dernière saison, elle nommée dans la All-SEC second team.

### Carrière professionnelle
Aaliyah Wilson est sélectionnée en 11e position lors de la draft WNBA 2021 par le Storm de Seattle. Juste après la draft, elle est envoyée au Fever de l'Indiana en échange de Kennedy Burke.
Elle fait ses débuts avec le Fever le 24 juin 2021 lors de la saison WNBA 2021 face aux Wings de Dallas en jouant 8 minutes. Elle établit son record en carrière avec 4 points le 9 juillet 2021 face au Liberty de New York. Au terme de sa saison rookie, elle a disputé 14 matchs pour des moyennes par match de 1,1 point et 0,6 passe décisive.
Elle est coupée par le Fever le 2 mars 2022.
Elle s'engage dans le championnat belge avec Basket Namur-Capitale pour la saison 2022-2023.
Durant l'été 2023, elle évolue en Nouvelle-Zélande avec les Tauranga Whai avant de s'engager en septembre 2023 en Israël avec le Maccabi Bnot Ashdod pour la saison 2023-2024.
En décembre 2023, elle rejoint l'Arabie Saoudite pour évoluer avec le club d'Al-Ula.
En mai 2024, elle rejoint le Bahreïn et le club d'Alba Club.

### En équipe nationale
En 2016, Aaliyah Wilson a joué pour l'équipe des États-Unis des moins de 18 ans. Puis en 2017, elle joue pour équipe des États-Unis des moins de 19 ans.

## Palmarès et Distinctions

### Palmarès
Néant.

### Distinctions personnelles
- 2x Muskogee Girls Basketball Player of the Year (2014, 2015)
- 2x Oklahoma Gatorade Player of the Year (2015, 2016)
- 3x First-Team All-State (2014, 2015, 2016)
- McDonald's All American (2016)
- Jordan Brand Classic (2016)
- All-SEC second team (2021)

## Statistiques

### En universitaire
| Gras/Meilleures performances | [ 16 ] |

| Saison                    | Équipe                    | MJ                                                   | M5                                                   | Min                                                  | %T                                                   | %3                                                   | %LF                                                  | Rb                                                   | PD                                                   | Int                                                  | Ctr                                                  | BP                                                   | F                                                    | Pts                                                  |
| ------------------------- | ------------------------- | ---------------------------------------------------- | ---------------------------------------------------- | ---------------------------------------------------- | ---------------------------------------------------- | ---------------------------------------------------- | ---------------------------------------------------- | ---------------------------------------------------- | ---------------------------------------------------- | ---------------------------------------------------- | ---------------------------------------------------- | ---------------------------------------------------- | ---------------------------------------------------- | ---------------------------------------------------- |
| 2016-2017                 | Razorbacks de l'Arkansas  | 26                                                   | 0                                                    | 15,8                                                 | 28,7                                                 | 28,4                                                 | 66,7                                                 | 2,9                                                  | 1,5                                                  | 0,5                                                  | 0,4                                                  | 2,1                                                  | 1,3                                                  | 4,8                                                  |
| 2017-2018                 | Aggies de Texas A&M       | Absente en raison des règles de transfert de la NCAA | Absente en raison des règles de transfert de la NCAA | Absente en raison des règles de transfert de la NCAA | Absente en raison des règles de transfert de la NCAA | Absente en raison des règles de transfert de la NCAA | Absente en raison des règles de transfert de la NCAA | Absente en raison des règles de transfert de la NCAA | Absente en raison des règles de transfert de la NCAA | Absente en raison des règles de transfert de la NCAA | Absente en raison des règles de transfert de la NCAA | Absente en raison des règles de transfert de la NCAA | Absente en raison des règles de transfert de la NCAA | Absente en raison des règles de transfert de la NCAA |
| 2018-2019                 | Aggies de Texas A&M       | 9                                                    | 8                                                    | 31,7                                                 | 42,7                                                 | 34,4                                                 | 86,7                                                 | 4,1                                                  | 2,7                                                  | 1,7                                                  | 1,2                                                  | 2,2                                                  | 1,4                                                  | 13,8                                                 |
| 2019-2020                 | Aggies de Texas A&M       | 30                                                   | 9                                                    | 22,5                                                 | 35,8                                                 | 29,5                                                 | 50,0                                                 | 3,7                                                  | 1,3                                                  | 1,0                                                  | 0,5                                                  | 1,2                                                  | 1,3                                                  | 6,5                                                  |
| 2020-2021                 | Aggies de Texas A&M       | 28                                                   | 28                                                   | 31,8                                                 | 43,9                                                 | 42,0                                                 | 61,9                                                 | 5,9                                                  | 2,6                                                  | 1,8                                                  | 0,9                                                  | 2,5                                                  | 2,2                                                  | 12,7                                                 |
| Total : moyenne par match | Total : moyenne par match |                                                      |                                                      | 24,3                                                 | 38,6                                                 | 32,7                                                 | 63,4                                                 | 4,2                                                  | 1,9                                                  | 1,2                                                  | 0,7                                                  | 1,9                                                  | 1,6                                                  | 8,6                                                  |
| Totaux                    | Totaux                    | 93                                                   | 45                                                   | 2260                                                 | 329                                                  | 217                                                  | 71                                                   | 389                                                  | 175                                                  | 107                                                  | 62                                                   | 180                                                  | 148                                                  | 800                                                  |

### En WNBA
| Gras/Meilleures performances | [ 17 ] |

| Saison                    | Équipe                    | MJ | M5 | Min | %T   | %3   | %LF  | Rb  | PD  | Int | Ctr | BP  | F   | Pts |
| ------------------------- | ------------------------- | -- | -- | --- | ---- | ---- | ---- | --- | --- | --- | --- | --- | --- | --- |
| 2021                      | Fever de l'Indiana        | 14 | 0  | 8,5 | 23,1 | 14,3 | 50,0 | 0,9 | 0,6 | 0,2 | 0,1 | 0,6 | 1,2 | 1,1 |
| Total : moyenne par match | Total : moyenne par match |    |    | 8,5 | 23,1 | 14,3 | 50,0 | 0,9 | 0,6 | 0,2 | 0,1 | 0,6 | 1,2 | 1,1 |
| Totaux                    | Totaux                    | 14 | 0  | 119 | 6    | 1    | 2    | 12  | 8   | 3   | 2   | 9   | 17  | 15  |